# TP d'Or al millor actor
El Premi TP d'Or al millor actor és un guardó de televisió que es va lliurar a Espanya anualment entre 1972 i 2011. Fins a l'any 1979 es va denominar Millor actor nacional per distingir-lo del de millor actor estranger. A partir de 1980 solament es van guardonar actors espanyols. Les nominacions van aparèixer en 1990. Fins a aquesta data la publicació informava sobre les candidatures que havien aconseguit la segona i tercera posició en la votació popular.

## Llista
| Any  | Persona                 | Obra                               | Personatge             | Resultat       |
| ---- | ----------------------- | ---------------------------------- | ---------------------- | -------------- |
| 2011 | David Janer             | Águila Roja                        | Gonzalo de Montalvo    | Guanyador      |
| 2011 | Imanol Arias            | Cuéntame cómo pasó                 | Antonio Alcántara      | Nominat        |
| 2011 | Paco León               | Aída                               | Luisma García          | Nominat        |
| 2010 | Paco León               | Aída                               | Luisma García          | Guanyador      |
| 2010 | Imanol Arias            | Cuéntame cómo pasó                 | Antonio Alcántara      | Nominat        |
| 2010 | David Janer             | Águila Roja                        | Gonzalo de Montalvo    | Nominat        |
| 2009 | Gonzalo de Castro       | Doctor Mateo                       | Mateo Sancristóbal     | Guanyador      |
| 2009 | Imanol Arias            | Cuéntame cómo pasó                 | Antonio Alcántara      | Nominat        |
| 2009 | Paco León               | Aída                               | Luisma García          | Nominat        |
| 2008 | Imanol Arias            | Cuéntame cómo pasó                 | Antonio Alcántara      | Guanyador      |
| 2008 | Miguel Ángel Silvestre  | Sin tetas no hay paraíso           | Rafael Duque           | Nominat        |
| 2008 | Paco León               | Aída                               | Luisma García          | Nominat        |
| 2007 | Imanol Arias            | Cuéntame cómo pasó                 | Antonio Alcántara      | Guanyador      |
| 2007 | Luis Merlo              | El internado                       | Héctor de la Vega      | Nominat        |
| 2007 | Paco León               | Aída                               | Luisma García          | Nominat        |
| 2006 | Imanol Arias            | Cuéntame cómo pasó                 | Antonio Alcántara      | Guanyador      |
| 2006 | Jordi Rebellón          | Hospital Central                   | Rodolfo Vilches        | Nominat        |
| 2006 | Paco León               | Aída                               | Luisma García          | Nominat        |
| 2005 | Paco León               | Aída                               | Luisma García          | Guanyador      |
| 2005 | Imanol Arias            | Cuéntame cómo pasó                 | Antonio Alcántara      | Nominat        |
| 2005 | Luis Merlo              | Aquí no hay quien viva             | Mauricio Hidalgo       | Nominat        |
| 2004 | Fernando Tejero         | Aquí no hay quien viva             | Emilio Delgado         | Guanyador      |
| 2004 | Imanol Arias            | Cuéntame cómo pasó                 | Antonio Alcántara      | Nominat        |
| 2004 | Luis Merlo              | Aquí no hay quien viva             | Mauricio Hidalgo       | Nominat        |
| 2003 | Imanol Arias            | Cuéntame cómo pasó                 | Antonio Alcántara      | Guanyador      |
| 2003 | Antonio Resines         | Los Serrano                        | Diego Serrano          | Nominat        |
| 2003 | Luis Merlo              | Aquí no hay quien viva             | Mauricio Hidalgo       | Nominat        |
| 2002 | Imanol Arias            | Cuéntame cómo pasó                 | Antonio Alcántara      | Guanyador      |
| 2002 | Fernando Valverde       | Los Serrano                        | Gerardo Castilla       | Nominat        |
| 2002 | Juan Diego              | Padre Coraje                       | Antonio Holgado        | Nominat        |
| 2001 | Imanol Arias            | Cuéntame cómo pasó                 | Antonio Alcántara      | Guanyador      |
| 2001 | David Janer             | Compañeros                         | Martín Bermejo         | Nominat        |
| 2001 | Juanjo Puigcorbé        | Un chupete para ella               | Jorge Vidal            | Nominat        |
| 2000 | Javier Cámara           | Siete Vidas                        | Paco Gimeno            | Guanyador      |
| 2000 | José Coronado           | Periodistas                        | Luis Sanz              | Nominat        |
| 2000 | Juanjo Puigcorbé        | Un chupete para ella               | Jorge Vidal            | Nominat        |
| 1999 | Arturo Fernández        | La casa de los líos                | Arturo Valdés          | Guanyador      |
| 1999 | Javier Cámara           | Siete Vidas                        | Paco Gimeno            | Nominat        |
| 1999 | Emilio Aragón           | Médico de familia                  | Nacho Martín           | Nominat        |
| 1998 | Arturo Fernández        | La casa de los líos                | Arturo Valdés          | Guanyador      |
| 1998 | Andrés Pajares          | Tío Willy                          | Willy                  | Nominat        |
| 1998 | Emilio Aragón           | Médico de familia                  | Nacho Martín           | Nominat        |
| 1997 | Emilio Aragón           | Médico de familia                  | Nacho Martín           | Guanyador      |
| 1997 | Imanol Arias            | Querido maestro                    | Mario Fuentes          | Nominat        |
| 1997 | Arturo Fernández        | La casa de los líos                | Arturo Valdés          | Nominat        |
| 1996 | Emilio Aragón           | Médico de familia                  | Nacho Martín           | Guanyador      |
| 1996 | Carlos Iglesias         | Esta noche cruzamos el Mississippi | Pepelu                 | Nominat        |
| 1996 | Arturo Fernández        | La casa de los líos                | Arturo Valdés          | Nominat        |
| 1995 | Emilio Aragón           | Médico de familia                  | Nacho Martín           | Guanyador      |
| 1995 | Carlos Larrañaga        | Farmacia de guardia                | Adolfo Segura          | Nominat        |
| 1995 | Andrés Pajares          | ¡Ay, Señor, Señor!                 | Luis Lagos             | Nominat        |
| 1994 | Carlos Larrañaga        | Farmacia de guardia                | Adolfo Segura          | Guanyador      |
| 1994 | Juanjo Puigcorbé        | Villarriba y Villabajo             | Pepe                   | Nominat        |
| 1994 | Andrés Pajares          | ¡Ay, Señor, Señor!                 | Luis Lagos             | Nominat        |
| 1993 | Alfredo Landa           | Lleno, por favor                   | Pepe Gil Cebollada     | Guanyador      |
| 1993 | Carlos Larrañaga        | Farmacia de guardia                | Adolfo Segura          | Nominat        |
| 1993 | Francisco Rabal         | Truhanes                           | Ginés Giménez          | Nominat        |
| 1992 | Carlos Larrañaga        | Farmacia de guardia                | Adolfo Segura          | Guanyador      |
| 1992 | Francisco Rabal         | La mujer de tu vida                |                        | Nominat        |
| 1992 | Fernando Rey            | El Quijote de Miguel de Cervantes  | Don Quijote            | Nominat        |
| 1991 | Antonio Ozores          | Taller mecánico                    | Juan García            | Guanyador      |
| 1991 | Carlos Larrañaga        | Farmacia de guardia                | Adolfo Segura          | Nominat        |
| 1991 | Manuel Bandera          | Réquiem por Granada                | Boabdil                | Nominat        |
| 1990 | Imanol Arias            | Brigada Central                    | Manuel Flores          | Guanyador      |
| 1990 | José Coronado           | Brigada Central                    | Lucas                  | Nominat        |
| 1990 | Antonio Resines         | Eva y Adán, agencia matrimonial    | Bruno                  | Nominat        |
| 1989 | Imanol Arias            | Brigada Central                    | Manuel Flores          | Guanyador      |
| 1988 | José Sacristán          | Gatos en el tejado                 | Manuel Beltrán         | Guanyador      |
| 1987 | Rafael Álvarez          | Vísperas                           | Miguel                 | Guanyador      |
| 1987 | Antonio Ferrandis       | Clase media                        | Isidoro Requejo        | 2n Classificat |
| 1987 | Manuel Galiana          | Recuerda cuando                    | Andrés                 | 3r Classificat |
| 1986 | Alfredo Landa           | Tristeza de amor                   | Ceferino Reyes         | Guanyador      |
| 1986 | Juan Luis Galiardo      | Turno de oficio                    | Juan Luis Funes        | 2n Classificat |
| 1986 | Iñaki Miramón           | Media naranja                      | Luis                   | 3r Classificat |
| 1985 | Juanjo Menéndez         | El baile                           | Pedro                  | Guanyador      |
| 1985 | Fernando Rey            | Los pazos de Ulloa                 | Sr. de la Lage         | 2n Classificat |
| 1985 | José Luis Gómez         | Los pazos de Ulloa                 | Don Julián             | 3r Classificat |
| 1984 | Alfredo Landa           | Ninette y un señor de Murcia       | Armando                | Guanyador      |
| 1984 | Juanjo Menéndez         | Ninette y un señor de Murcia       | Andrés                 | 2n Classificat |
| 1984 | Ismael Merlo            | Ninette y un señor de Murcia       | M. Pierre              | 3r Classificat |
| 1983 | Imanol Arias            | Anillos de oro                     | Ramón                  | Guanyador      |
| 1983 | Xabier Elorriaga        | Anillos de oro                     | Enrique                | 2n Classificat |
| 1983 | José María Rodero       | Anillos de oro                     | Alberto Barea          | 3r Classificat |
| 1982 | Adolfo Marsillach       | Ramón y Cajal                      | Santiago Ramón y Cajal | Guanyador      |
| 1982 | Eusebio Poncela         | Los gozos y las sombras            | Carlos Deza            | 2n Classificat |
| 1982 | Fernando Fernán Gómez   | Ramón y Cajal                      | Don Justo              | 3r Classificat |
| 1981 | Antonio Ferrandis       | Verano azul                        | Chanquete              | Guanyador      |
| 1981 | Julián Mateos           | Cervantes                          | Miguel de Cervantes    | 2n Classificat |
| 1981 | Luis Prendes            | Estudio 1                          | Varios                 | 3r Classificat |
| 1980 | José Bódalo             | Estudio 1                          | Varios                 | Guanyador      |
| 1980 | Manuel Tejada           | Estudio 1                          | Varios                 | 2n Classificat |
| 1980 | Pedro Osinaga           | Estudio 1                          | Varios                 | 3r Classificat |
| 1979 | José Bódalo             | Estudio 1                          | Varios                 | Guanyador      |
| 1979 | Manuel Tejada           | Estudio 1                          | Varios                 | 2n Classificat |
| 1979 | Pedro Osinaga           | Antología de la Zarzuela           | Varios                 | 3r Classificat |
| 1978 | Manuel Tejada           | Cañas y barro                      | Tono                   | Guanyador      |
| 1978 | José Bódalo             | Cañas y barro                      | Cañamel                | 2n Classificat |
| 1978 | Alfredo Mayo            | Cañas y barro                      | Tío Paloma             | 3r Classificat |
| 1977 | Sancho Gracia           | Curro Jiménez                      | Curro Jiménez          | Guanyador      |
| 1977 | José Bódalo             | Estudio 1                          | Varios                 | 2n Classificat |
| 1977 | Jesús Puente            | Estudio 1                          | Varios                 | 3r Classificat |
| 1976 | Fernando Guillén        | La Saga de los Rius                | Joaquín Rius           | Guanyador      |
| 1976 | Adolfo Marsillach       | La Señora García se confiesa       | Señor Martínez         | 2n Classificat |
| 1976 | Emilio Gutiérrez Caba   | La Saga de los Rius                | Desiderio Rius         | 3r Classificat |
| 1975 | José Luis López Vázquez | Este señor de negro                | Sixto Zabaneta         | Guanyador      |
| 1975 | Carlos Larrañaga        | El Teatro                          | Varios                 | 2n Classificat |
| 1975 | Fernando Fernán Gómez   | El Teatro                          | Varios                 | 3r Classificat |
| 1974 | Fernando Fernán Gómez   | El Pícaro                          | Lucas Trapaza          | Guanyador      |
| 1974 | Antonio Ferrandis       | Suspiros de España                 | Herminio               | 2n Classificat |
| 1974 | Adolfo Marsillach       | Silencio, estrenamos               | Autor                  | 3r Classificat |
| 1973 | Julián Mateos           | Novela i Estudio 1                 | Varios                 | Guanyador      |
| 1973 | Sancho Gracia           | Los camioneros                     | Paco                   | 2n Classificat |
| 1973 | Juan Diego              | Estudio 1                          | Varios                 | 3r Classificat |
| 1972 | Juanjo Menéndez         | Historias de Juan Español          | Juan Español           | Guanyador      |
| 1972 | Juan Diego              | Estudio 1                          | Varios                 | 2n Classificat |
| 1972 | José María Rodero       | Estudio 1                          | Varios                 | 3r Classificat |

## Estadístiques

### Més vegades premiat
- 9 Premis: Imanol Arias.
- 3 Premis: Alfredo Landa, Emilio Aragón.
- 2 Premis: Arturo Fernández, Carlos Larrañaga, José Bódalo, Juanjo Menéndez, Paco León.

### Més vegades nominat
- 15 Nominacions: Imanol Arias.
- 7 Nominacions: Paco León.
- 6 Nominacions: Carlos Larrañaga.
- 5 Nominacions: Emilio Aragón.
- 4 Nominacions: Antonio Ferrandis, Arturo Fernández, José Bódalo, Luis Merlo.
- 3 Nominacions: Adolfo Marsillach, Alfredo Landa, Andrés Pajares, David Janer, Juan Diego, Fernando Fernán Gómez, Juanjo Menéndez, Juanjo Puigcorbé, Manuel Tejada.
- 2 Nominacions: Antonio Resines, Fernando Rey, Francisco Rabal, Javier Cámara, José Coronado, Julián Mateos, Pedro Osinaga, Sancho Gracia.